# نوویی روزدیل
نوویی روزدیل (به اوکراینی: Новий Розділ) شهری در استان لویو اوکراین است. جمعیت این شهر ۲۸,۰۸۱ نفر (۲۰۲۱ تخمینی) است.